# Ягелони
Ягелоните (на полски: Jagiellonowie; на литовски: Jogailaičiai) са полска кралска династия (1386 – 1572) от литовски произход, крале на Унгария (1440 – 1444; 1490 – 1526), крале на Чехия (1471 – 1526), велики князе на Литва (1377 – 1381; 1382 – 1386; 1441 – 1572).
Ягелонската династия е основана от Владислав II, велик литовски княз, който през 1386 приема християнството и името Владислав, жени се за полската кралица Ядвига и е коронован за крал на Полша с името Владислав II Ягело. Впоследствие чрез династични бракове династията управлява няколко централноевропейски страни между XIV и XVI век. Полският „Златен век“, периодът на управление на последните двама ягелонски крале Зигмунт I и Зигмунт II, или по-общо целия XVI век е най-често свързван с възхода на културата на полския ренесанс. За културното процъфтяване свидетелства просперитетът на елита в центрове като Краков и Гданск.

## Владислав II Ягело (1386 – 1434)
През 1385 е подсписана Кревската уния между кралица Ядвига и Йогалия, великия херцог на Литва, последната езическа страна в Европа. Актът на покръстването на Йогалия (след което той приема името Владислав и полската версия на литовското си име – Ягело) и сватбата на двойката бележи началото на Полско-литовската уния. Съюзът укрепва и двата народа в общата им опозиция срещу Тевтонските рицари и нарастващата заплаха на Великото московско княжество.
Целта на съюза е да създаде обща държава под управлението на Владислав II Ягело, но идеята на полската управляваща олигархия за включването на Литва в Полша се оказва нереалистична. Кралската династия обаче има стабилизиращ ефект върху политиката на Полша. Ягелонската ера често се разглежда като период на максимална политическа власт, голямо благоденствие, а в по-късната си фаза, „Златния век“ на полската култура.

### Борба с Тевтноските рицари
Великата война от 1409 – 1411, предизвикана от Литовското въстание в Ордена, контролиран от Жемайтия, включва битката при Таненберг, където полските и литовско-русите армии напълно побеждават Тевтонските рицари. Офанзивата, която последва, губи влиянието си с неефективната обсада на Малборк. окончателна победа над Тевтонския орден е удържана през 1466 г.

### Полско-унгарска уния
По време на Хуситските войни (1420 – 1434) Ягело, Витовт и Зигмунт Корибут са замесени в политическо и военно маневриране, свързано с Чешката корона, предложено от хуситите първо на Ягело през 1420. Збигнев Олешницки става известен като главния опонент на уния с Хуситско-чешката държава.

### Семейство
Владислав II Ягело се жени четири пъти. На 18 февруари 1386 г. сключва брак с полската кралица (1384 – 1386) Ядвига (1371 – 1399), дъщеря на унгарския крал Лайош I Велики, от която има една дъщеря, починала при раждането си. След ранната смърт на кралица Ядвига, кралят сключва втори брак през 1401 г. Анна (†1416), дъщеря на граф Вилхелм фон Целс и внучка на полския крал Кажимеж III, от която има една дъщеря Ядвига (1408 – 1431). Трета негова съпруга от 1417 г. е Елжбета Грановска (†1420), от която няма деца. През 1422 г. сключва четвърти брак със София (ок. 1405 – 1461), дъщеря на холщанския княз Анджей, която му ражда двама синове: Владислав III Варненчик (31.10.1424 – 10.11.1444) и Кажимеж IV Ягелончик (30.11.1427 – 7.6.1492).

## Владислав III Варненчик (1434 – 1444)
Владислав III Варненчик и трансилванския войвода Ян Хуняди повеждат полски, унгарски, чешки, влашки, български и сърбо-хърватски войски в кръстоносен поход срещу османците от октомври 1443 до януари 1444 г. В битката при Варна младият Владислав III е убит. Владислав III Варненчик не успява да се ожени и няма наследници.

## Кажимеж IV Ягелончик (1447 – 1492)
След смъртта на Владислав III Варненчик короната на Полша е наследена от по-малкия му брат Кажимеж IV Ягелончик (1447 – 1492), дотогава велик княз на Литва. Новият владетел променя насоката на своята външна политика и се заема с окончателното изтласкване на Тевтонския орден от Балтийското крайбрежие. По негово време започва големият стопански и културен разцвет на Полша, за чийто успех кралят има значителен личен принос.
През 1454 г. Кажимеж IV Ягелончик се жени за Елизабет (1437 – 1505), дъщеря на германския император Албрехт II, от която има единадесет деца:
- Владислав II Ягелон (1.3.1456 – 13.3.1516), бъдещ крал на Чехия (1471 – 1516) и крал на Унгария (Уласло II (1490 – 1516)
- Ядвига (1457 – 1501), ∞ 1475 за баварския херцог Георг фон Вителсбах-Ландсхут (1455 – 1503)
- Свети Кажимеж (1458 – 1483), канонизиран от църквата и обявен за покровител на Полша и Литва
- Ян I Олбрахт (27.12.1459 – 17.6.1501), следващ крал на Полша (1492 – 1501)
- Александер Ягелончик (1460 – 19.8.1506), велик литовски княз (Александер Казимирович (1492 – 1506) и бъдещ крал на Полша (1501 – 1506)
- София (1464 – 1512), ∞ 1479 за маркграф Фридрих II фон Бранденбург-Ансбах-Кулмбах (1460 – 1536)
- Зигмунт I Стари (1.1.1467 – 1.4.1548), бъдещ крал на Полша и велик литовски княз (1506 – 1548)
- Фридерик (1468 – 1503), кардинал и епископ на Гнезно, епископ на Краков
- Елжбета (1472 – 1517), ∞ 1515 за бжеско-лигницкия княз Фридерик II Пяст (1480 – 1547)
- Анна (1476 – 1503), ∞ 1491 за померанския херцог Богислав X (1454 – 1523)
- Барбара (1478 – 1534), ∞ 1496 за саксанския херцог Георг Брадати (1471 – 1539).[4]

## Владислав II Ягелон (Уласло II) (1471 – 1516)
Първородният син на Кажимеж IV Ягелончик получава чрез посредничеството на баща си престола на Чехия (Бохемия, 1471 – 1516) под името Владислав II Ягелон. По-късно е провъзгласен и за крал на Унгария (1490 – 1516), където е наричан Уласло II. По-голямата част от управлението му преминава под знака на борбата с унгарската аристокрация и недоволното селско население. Централната власт отслабва значително поради нерешителната му политика. Първоначално кралят се жени през 1476 за Барбара (1464 – 1515), дъщеря на бранденбургския курфюрст Албрехт Ахилес, с която скоро се развежда. През 1490 г. сключва втори брак с Беатриче (1457 – 1508), дъщеря на неаполитанския крал Фердинандо I, с която също се развежда през 1500 г. От двете си първи съпруги кралят няма наследници, затова през 1502 г. се жени за трети път за Анна (†1506), дъщеря на граф Жан дьо Фоа-Кандал, която му ражда две деца:
- Анна (1503 – 1547), ∞ 1521 за германския император Фердинанд I
- Лайош II (1.7.1506 – 29.8.1526), следващ крал на Унгария и на Чехия (Лудвиг, 1516 – 1526).[3][4]

## Лайош II (Лудвиг) (1516 – 1526)
Лайош II наследява баща си в Чехия и Унгария (1516 – 1526). Неспособен да утвърди авторитета си в тези кралства, подложен на атаки от страна на султан Сюлейман Великолепни, владетелят претърпява през 1526 г. катастрофално поражение от османските турци в битката при Мохач и загива по време на отстъплението. След неговата гибел по-голямата част от Унгария е включена в състава на Османската империя и турците се установяват задълго в Централна Европа. Лайош II няма деца от брака си през 1522 г. с Мария (1505 – 1558), дъщеря на краля на Кастилия Филип I, и с него приключва съществуването си чешко-унгарският клон на династията Ягелони. Правата върху двата престола преминават у сестра му Анна, и нейният съпруг, германския император Фердинанд I.

## Ян I Олбрахт (1492 – 1501) и Александер Ягелончик (1501 – 1506)
Кажимеж IV Ягелончик е наследен в Полша от третия си син Ян I Олбрахт (1492 – 1501). По време на краткото си управление новият крал насочва своите усилия към овладяването на Молдовското княжество, но през 1497 г. претърпява поражение и четири години по-късно умира, без да сключи брак.
След смъртта му короната получава Александер Ягелончик (1501 – 1506), четвърти син на Кажимеж IV Ягелончик, дотогава велик княз на Литва. По негово време полската аристокрация успява да наложи значителни ограничения на централната власт и да разшири правомощията на съсловното събрание – Сейма. През 1495 г. бъдещият крал сключва брак с Елена (1476 – 1513), дъщеря на великия московски княз Иван III, от която няма наследници.

## Зигмунд I Стари (1506 – 1548)
След ранната смърт на Александер Ягелончик и липсата на наследници от негова страна, властта в Полша и Литва преминава у брат му Зигмунт I Стари (1506 – 1548), пети син на Кажимеж IV Ягелончик. Той трябва да преодолява много вътрешни проблеми в Полша където аристокрацията се държи все по-независимо, а стопанският живот е в упадък. Във външната си политика кралят е поставен също в неизгодна позиция, тъй като срещу него се обединяват повечето му съседи: Московското княжество, хабсбургите в австрия, тевтонските рицари, османската империя и татарите. През 1514 г. разгромява русите, макар че му се налага да води с тях три трудни войни (1507 – 1537). Урежда отношенията си с Хабсбургите, като се отказва от всякакви претенции върху наследството на своята племенница Анна в Чехия и Унгария. През 1520 г. войските му завземат Прусия и принуждават херцог Албрехт фон Бранденбург-Ансбах, бивш велик магистър на тевтонските рицари, преминал към лутеранството и секуларизирал земите на ордена, да се признае през 1525 г. за васал на Полша. възстановил полския авторитет в Европа, Зигмунд I Стари обаче не успява да възвърне предишната стабилност на централната власт. За сметка на това културата преживява истински „златен век“ по време на неговото управление.
Преди да се ожени официално, Зигмунд I има извънбрачна връзка с Катаржина Телничанка, от която има три незаконни деца:
- Януш (1499 – 1538), епископ виленски и познански
- Реджина (Регина) (ок. 1500 – 1526), ∞ 1518 за Йероним Цафраник (†1556)
- Катаржина (ок. 1503 – 1549), ∞ 1522 за херцог Жорж III дьо Монфор (†1544).[4]

През 1512 г. кралят сключва брак с Барбара (†1515), дъщеря на трансилванския княз Стефан (Ищван) Заполия, от която има една дъщеря Ядвига (1513 – 1573), ∞ 1535 за бранденбургския курфюрст Йоахим II (1505 – 1571). След смъртта на Барбара през 1518 г. се жени повторна за Бона (1494 – 1557), дъщеря на миланския херцог Джан Галеацо Мария Сфорца, която му ражда пет деца:
- Елжбета (1519 – 1559), ∞ 1539 за унгарския крал Янош Заполски (1487 – 1540)
- Зигмунт II Август (2.8.1520 – 7.7.1572), следващ крал на Полша (1548 – 1572)
- София (Зофия) (1522 – 1575), ∞ 1556 за херцог Хайнрих II фон Брауншвайг-Волфенбютел (1489 1568)
- Анна (1523 – 1596), ∞ 1576 за трансилванския княз Стефан Батори (1533 – 1586), впоследствие крал на Полша (1576 – 1586)
- Катаржина (1526 – 1583), ∞ 1562 за шведския крал Юхан III (1537 – 1592).[4]

## Зигмунд II Август (1548 – 1572)
След смъртта на Зигмунт I Стари короната на Полша преминава у единствения му син Зигмунт II Август (1548 – 1572). Разпространението на калвинизма в страната и толерантността на краля към това ново религиозно учение предизвиква множества смутове. накрая Зигмунд II е принуден да започне прилагането на контрареформационни мерки съгласно решенията на Тридентския църковен събор. Той присъединява балтийските владения на Ордена на меченосците, а през 1569 г. чрез Люблинска уния слива Полша и Литва в единна държава, но запазва древния принцип за изборност на монарха.
Кралят се жени три пъти. През 1543 г. сключва брак с Елизабет (1526 – 1545), дъщеря на германския император Фердинанд I. След като овдовява, сключва втори брак с Барбара (1520 – 1551), дъщеря на литовския аристократ княз Йежи Радзивил, чиято принадлежност към калвинисткото вероизповедание предизвиква множество упреци. Трета съпруга (от 1553) на Зигмунд II Август е Катарина (1533 – 1572), сестра на покойната му първа съпруга. И от трите си жени кралят няма потомци и с неговата смърт през 1572 г. династията Ягелони прекратява съществуването си в Полша.

## Крале на Полша, Чехия и Унгария и велики князе на Литва от династията Ягелони
- Владислав II Ягело (1350/54 – 1.6.1434), шести син на великия литовски княз Олгерд, велик литовски княз (Ягело (Йогайла), 1377 – 1381; 1382 – 1386), крал на Полша (1386 – 1434)
- Владислав III Варненчик (31.10.1424 – 10.11.1444), първи син на Владислав II Ягело, крал на Полша (1434 – 1444), крал на Унгария (Уласло I, 1440 – 1444)
- Кажимеж IV Ягелончик (30.11.1427 – 7.6.1492), втори син на Владислав II Ягело, велик литовски княз (Казимир, 1440 – 1492), крал на Полша (1447 – 1492)
- Владислав II Ягелон (1.3.1456 – 13.3.1516), първи син на Кажимеж IV Ягелончик, крал на Чехия (1471 – 1516), крал на Унгария (Уласло II, 1490 – 1516)
- Ян I Олбрахт (27.12.1459 – 17.6.1501), трети син на Кажимеж IV Ягелончик, крал на Полша (1492 – 1501)
- Александер Ягелончик (1460 – 19.8.1506), четвърти син на Кажимеж IV Ягелончик, велик литовски княз (Александер Казимирович (1492 – 1506), крал на Полша (1501 – 1506)
- Зигмунт I Стари (1.1.1467 – 1.4.1548), пети син на Кажимеж IV Ягелончик, крал на Полша и велик литовски княз (1506 – 1548)
- Лайош II (1.7.1506 – 29.8.1526), син на Уласло II, крал на Унгария (1516 – 1526), крал на Чехия (Лудвиг, 1516 – 1526)
- Зигмунт II Август (2.8.1520 – 7.7.1572), син на Зигмунт I Стари, крал на Полша (1548 – 1572), велик литовски княз (1548 – 1569).[4]